# Aranza Villalón
Aranza Valentina Villalón Sánchez (Santiago de Chile, 18 de junho de 1995), é uma ciclista profissional chilena de pista e estrada. Actualmente corre para a equipa colombiana a Avinal-GW-Carmen de Viboral.

## Palmarés

### Pista
2018
- 2.ª em Perseguição por equipas nos Jogos Sul-americanos de 2018

### Estrada
2016
- Campeonato de Chile de Contrarrelógio

2017
- Campeonato de Chile de Contrarrelógio
- Jogos Bolivarianos Contrarrelógio[1]

2018
- Campeonato de Chile de Contrarrelógio
- Campeonato de Chile de Estrada

2019
- 3.ª no Campeonato de Chile de Contrarrelógio
- 2.ª no Campeonato de Chile de Rota
- 2 etapas da Volta a Antioquia feminina[2]
- Tour Feminino da Colômbia, mais 1 etapa[3]
- Volta à Colômbia, mais 1 etapa

## Equipa(2015-2017)
- Itau Shimano Ladies Power Team (2015)
- Weber Shimano Ladies Power (2016-2017)
- Avinal-GW-Carmen de Viboral (2019-)